# Mickle Trafford
Mickle Trafford is een civil parish in het bestuurlijke gebied Cheshire West and Chester, in het Engelse graafschap Cheshire met 1822 inwoners.